# Sauris (Udine)
Sauris is een gemeente in de Italiaanse provincie Udine (regio Friuli-Venezia Giulia) en telt 423 inwoners (31-12-2004). De oppervlakte bedraagt 41,4 km², de bevolkingsdichtheid is 10 inwoners per km².

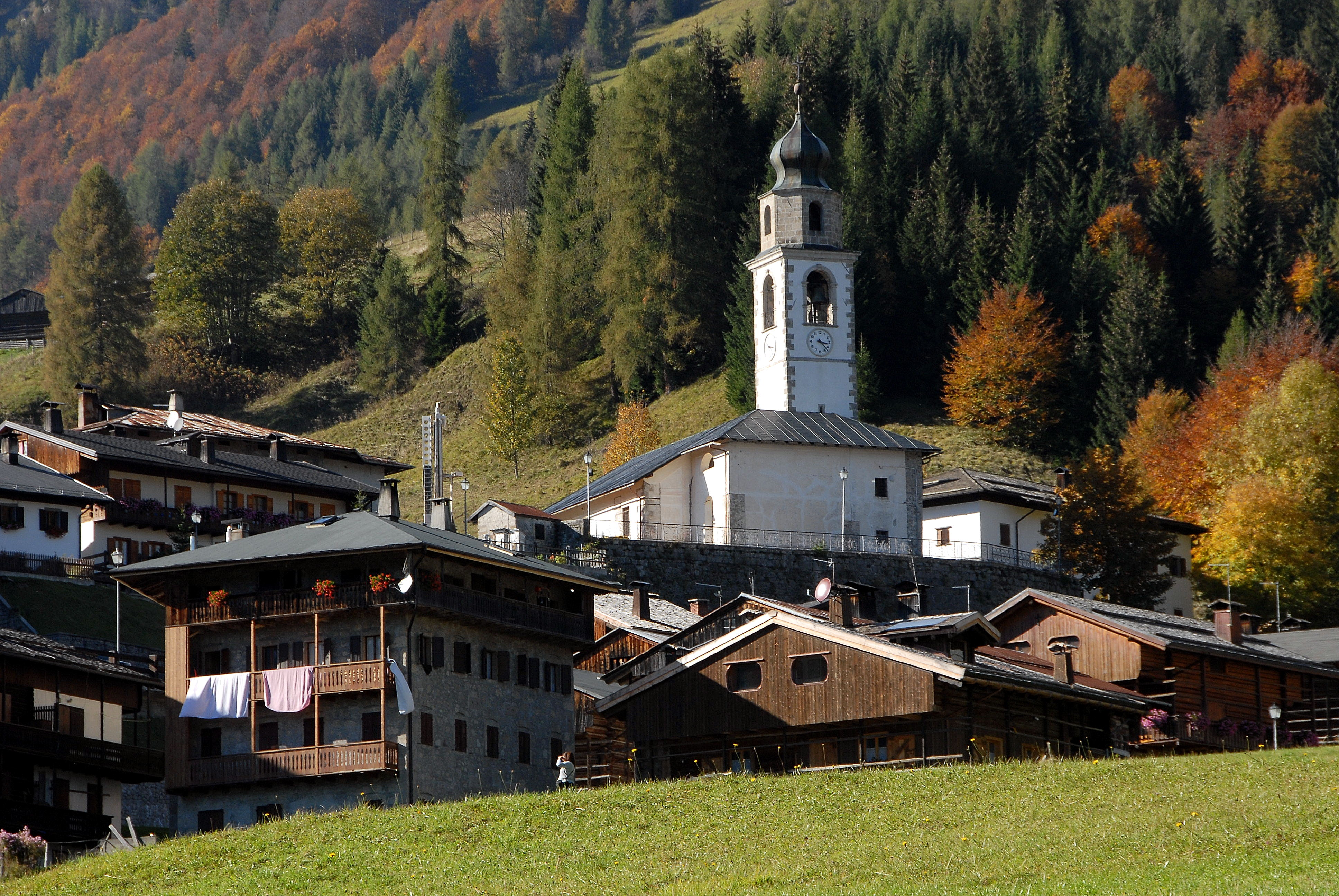
Sauris
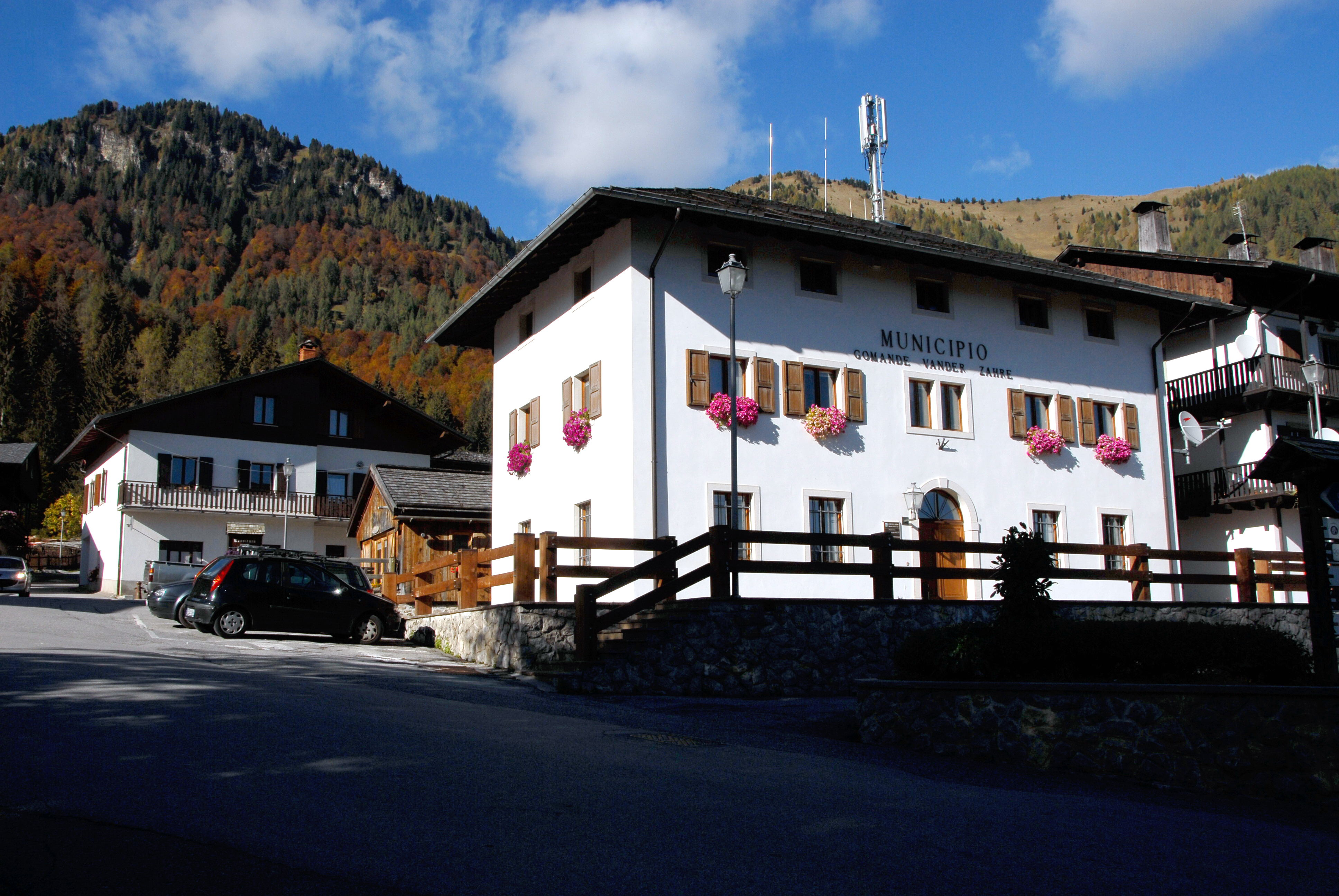
Gemeentehuis
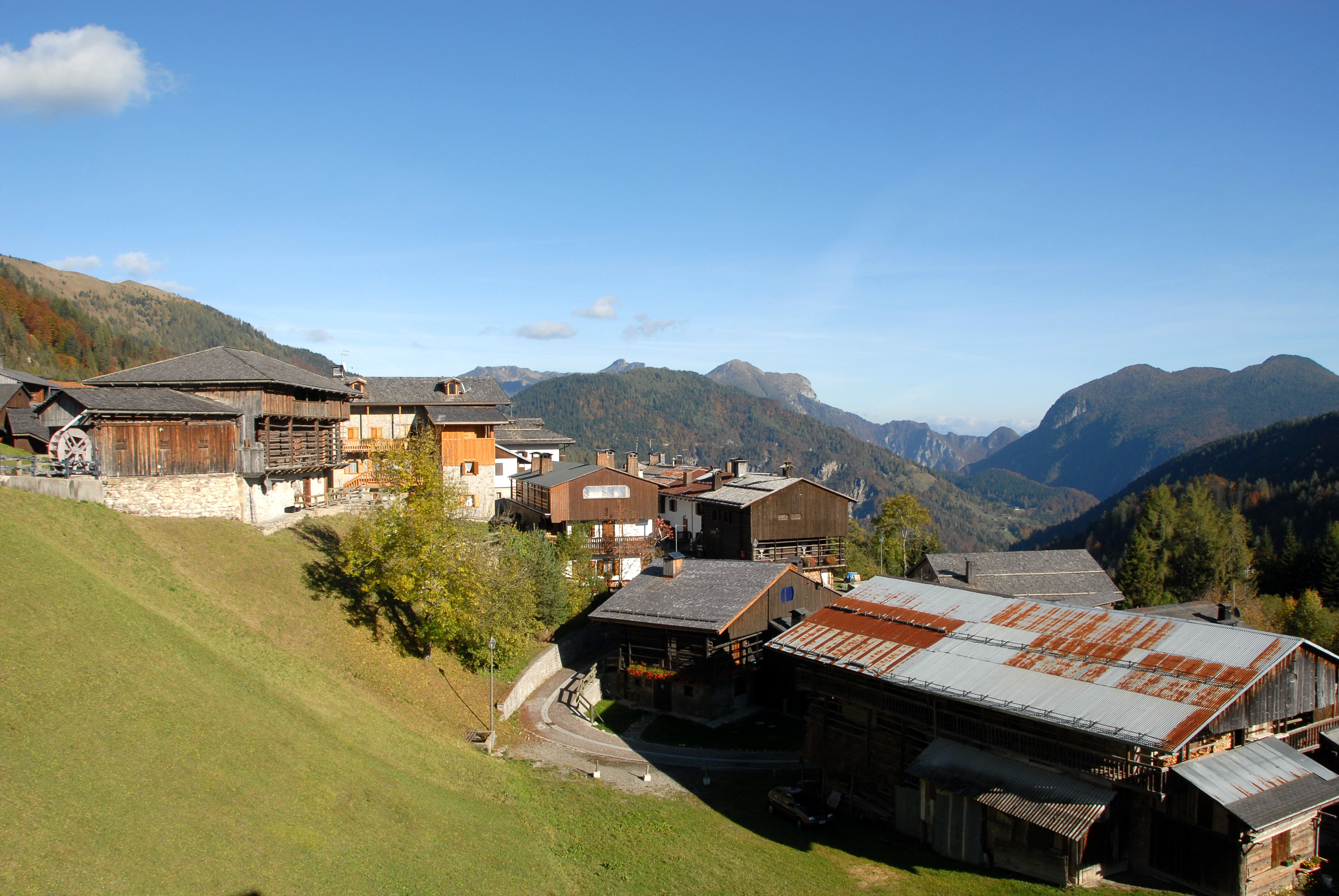
Uitzicht over het dal van Sauris
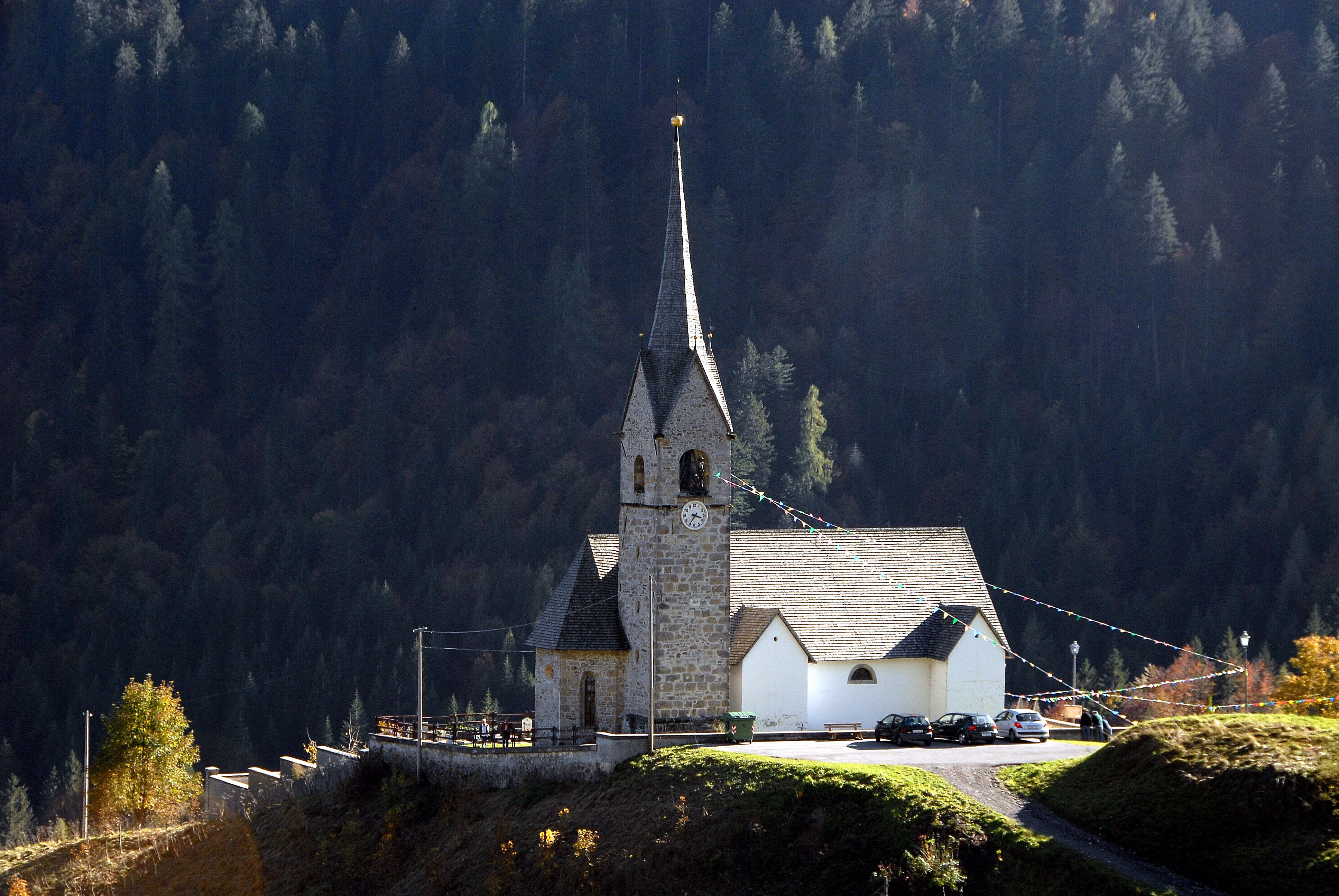
Parochiekerk van St. Stefanus

## Demografie
Sauris telt ongeveer 188 huishoudens. Het aantal inwoners daalde in de periode 1991-2001 met 11,2% volgens cijfers uit de tienjaarlijkse volkstellingen van ISTAT.
| Jaar | Inwoneraantal |
| ---- | ------------- |
| 1991 | 466           |
| 2001 | 414           |

## Geografie
Sauris grenst aan de volgende gemeenten: Ampezzo, Forni di Sopra, Forni di Sotto, Ovaro, Prato Carnico, Vigo di Cadore (BL).